# Runaway (canción de The Corrs)
Runaway es el primer sencillo editado por la banda irlandesa The Corrs, en 1995, extraído del álbum Forgiven, Not Forgotten, siendo una de sus canciones más aclamadas.

## Canción
El tema, escrito por Andrea Corr, fue el inicio de una fructífera carrera musical en varios países, entre ellos Irlanda, Australia y España. El videoclip fue grabada en las cercanías del Parque Fénix. 
Tres años más tarde de su publicación se editó un remix que fue número #2 en el Reino Unido, eclipsado por el primer sencillo de Britney Spears, y #1 en MTV Asia Hitlist. Además, ha sido el sencillo de esta banda con mejor posición en Estados Unidos tras Breathless, y uno de los temas más radiados de la banda en Europa. Es también un tema habitual en sus giras.

### Temas
- Edición europea, irlandesa y francesa: 
  - 1.«Runaway» (radio edit)
  - 2.«Runaway»
  - 3.«Leave me alone»

- Edición australiana y estadounidense:
  - 1. «Runaway» (radio edit)
  - 2. «Leave me alone»
  - 3. Muestrario del disco

- Edición Remix
  - 1. «Runway» (remix)
  - 2. «Runaway»
  - 3. «What Can I do?» (remix)

### Discos
El tema Runaway se editó como sencillo en 1995 por parte del álbum Forgiven, Not Forgotten y en 1998 en versión Tin Tin Out Remix por parte de Talk On Corners Special Edition. Además, el tema aparece en Live, The Corrs Unplugged, Best Of The Corrs, Live In Glasgow, Dreams: The Ultimate Corrs Collection y The Works.

## Lista de éxitos
SIngle
| Lista                       | Posición |
| --------------------------- | -------- |
| UK Charts (Remix)           | 2        |
| MTV Asia Hitlist (Remix)    | 1        |
| Irish Albums Chart          | 10       |
| Canadian Top Singles        | 25       |
| Canadian Adult Contemporary | 2        |
| US Billboard 100            | 68       |
| UK Charts                   | 49       |
| Australia                   | 10       |
| New Zeland Singles Chart    | 48       |